# Turraea
Turraea là một chi thực vật thuộc họ Meliaceae, bản địa của khắp vùng nhiệt đới Cựu Thế giới. Chi này có khoảng 70 loài, bao gồm:
- Turraea abyssinica Hochst.
- Turraea adjanohounii, Aké Assi
- Turraea anomala (O. Hoffm.) Harms
- Turraea floribunda Hochst.
- Turraea fockei Buchenau
- Turraea geayi Danguy
- Turraea humberti Danguy
- Turraea kimbozensis, Cheek
- Turraea lanceolata Cav.
- Turraea longifolia C. DC.
- Turraea mombassana
- Turraea nilotica Kotschy & Peyr.
- Turraea obovata Gürke
- Turraea obtusifolia Hochst.
- Turraea pervillei Baill.
- Turraea pubescens Hell.
- Turraea rhombifolia Baker
- Turraea richardii Baill.
- Turraea robusta
- Turraea rostrata C. DC.
- Turraea sericea Sm.
- Turraea socotrana, White
- Turraea thouvenotii Danguy
- Turraea venulosa Baker
- Turraea virens L.
- Turraea wakefieldii Oliv.
- Turraea zambesica Sprague & Hutch. ex Hutch.

## Hình ảnh

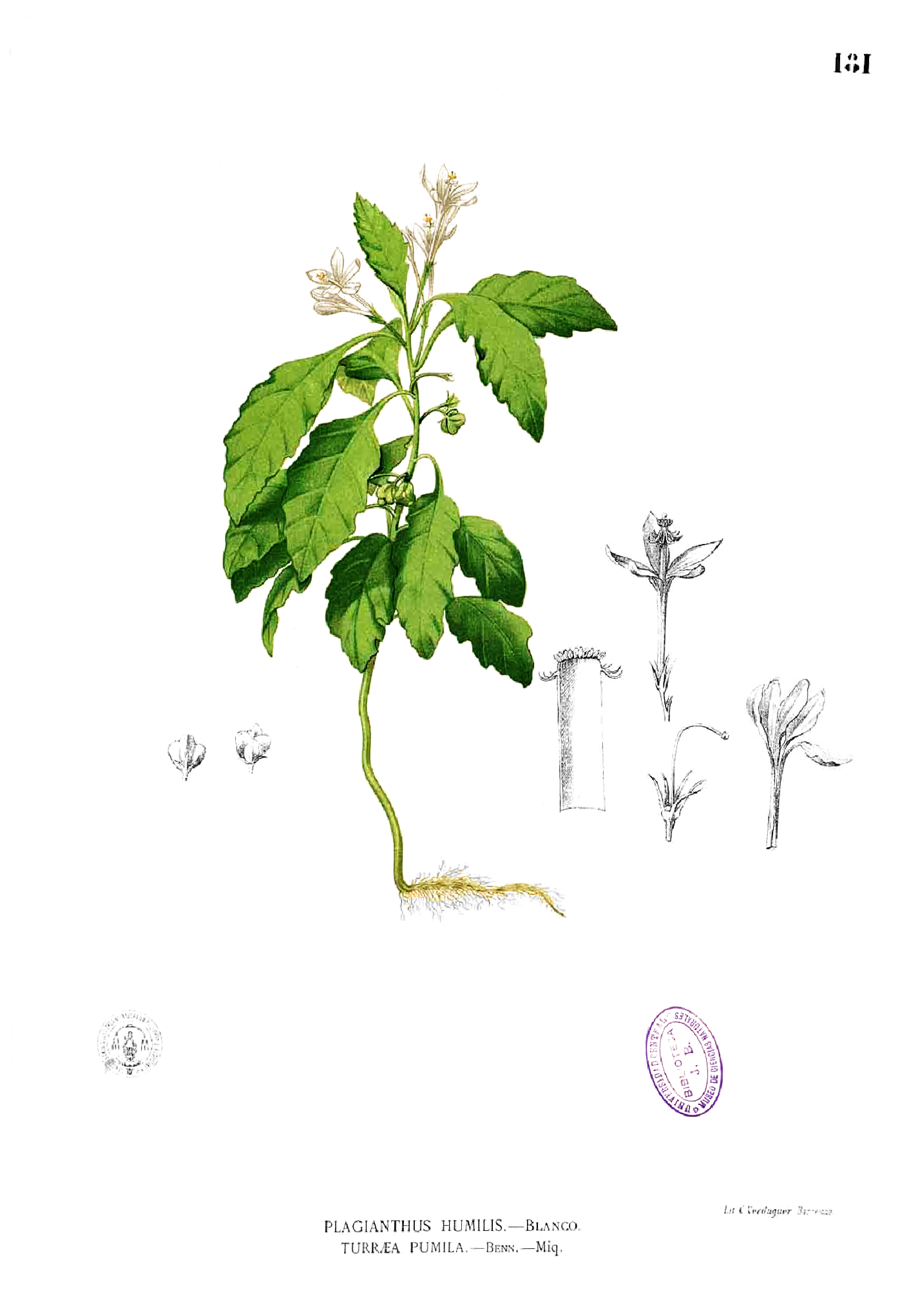
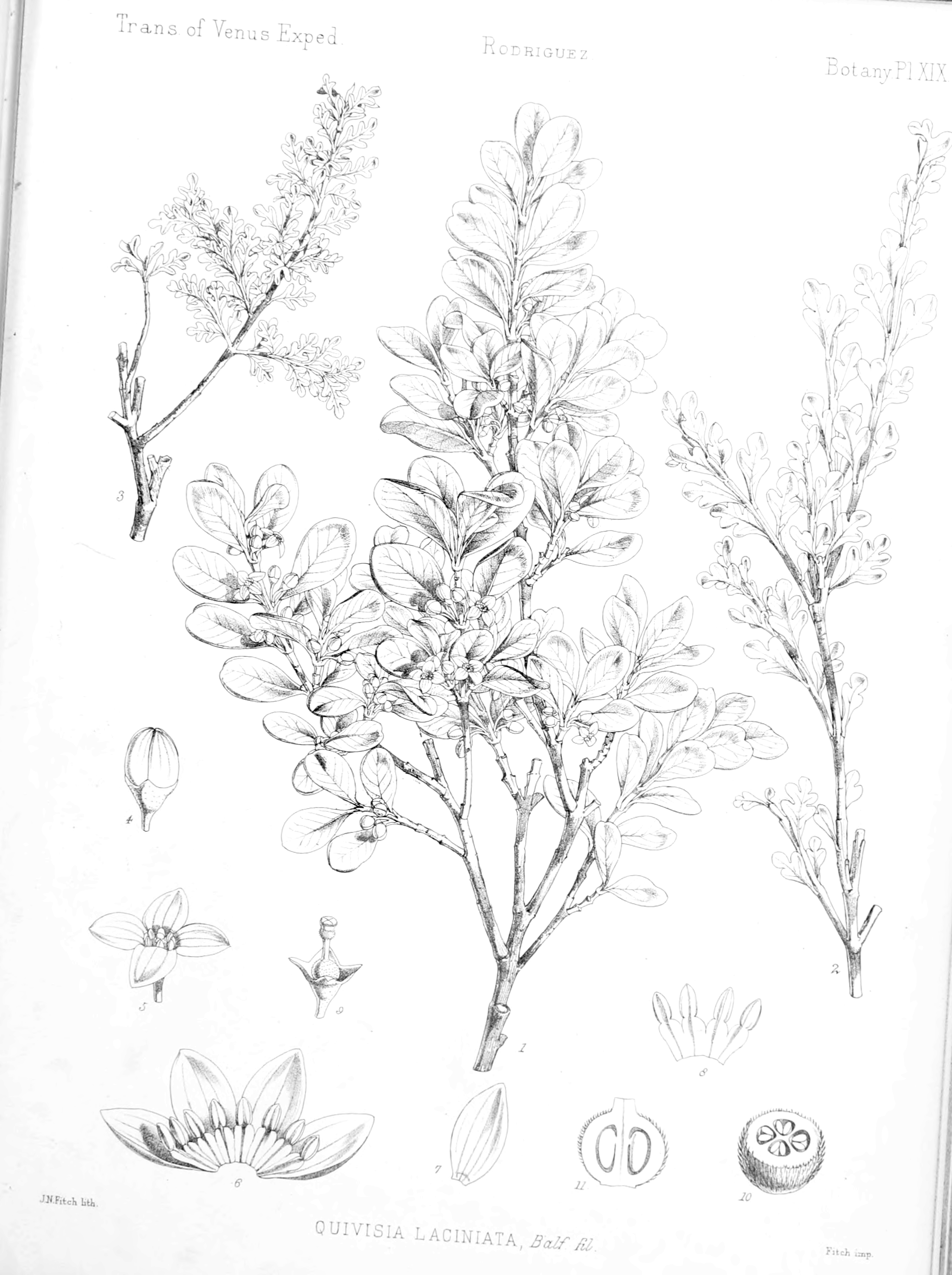
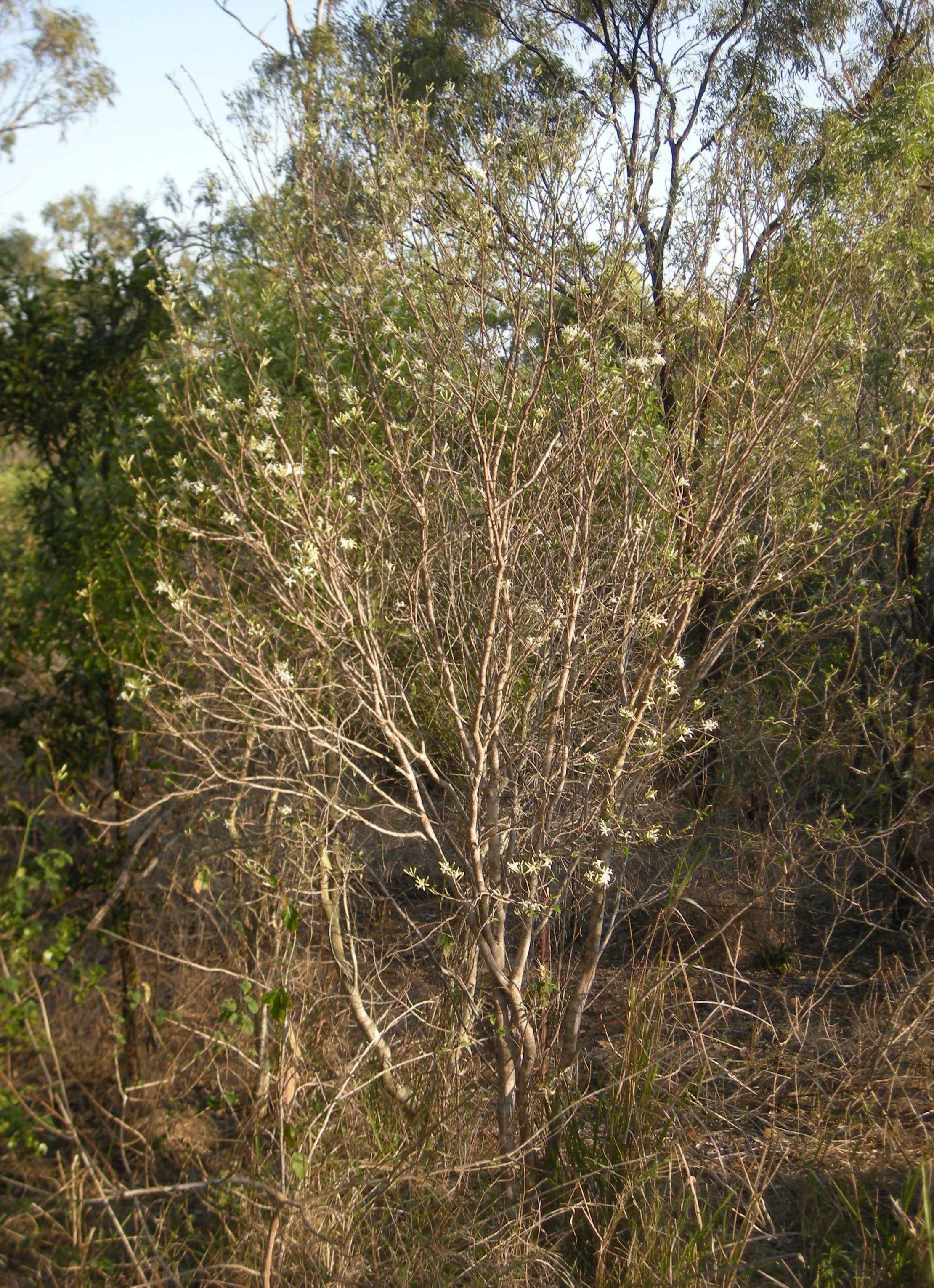